# 나가오카쿄

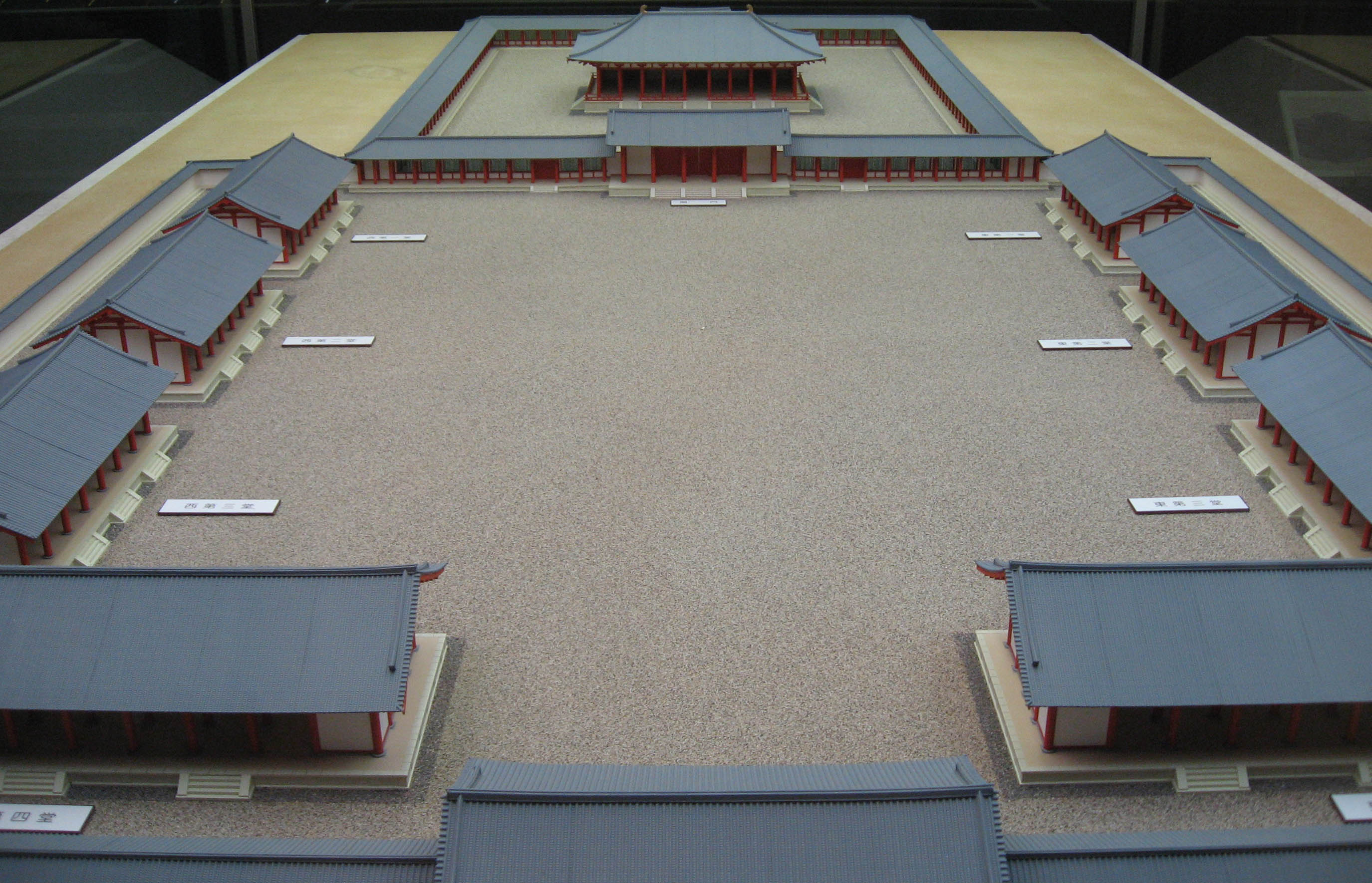
나가오카쿄의 조당원(朝堂院) (복원 모형)

나가오카쿄(長岡京)는 784년부터 794년까지 일본의 수도였던 곳이다. 예전에는 야마시로국 오토쿠니군에 속했고 현재의 교토부 나가오카쿄시, 무코시, 교토시 니시쿄구에 걸쳐있는 형태로 존재했다.
784년에 간무 천황은 수도를 나라의 헤이조쿄에서 나가오카쿄로 이전했다. 속일본기에 따르면 수도를 옮긴 이유는 이곳이 수상 교통에 더 편리했기 때문이라고 한다. 다른 설명으로는 강력한 불교 세력으로부터 벗어나려했다는 설과 모계로부터 내려오는 도래인 세력의 후원에 의한 것이라는 설이 있다.
785년에 새로운 수도의 관리자로 임명된 후지와라노 다네쓰구가 암살되었다. 간무 천황의 동생인 사와라 친왕이 이 사건에 연루되어 아와지국으로 유배되었고 그 곳에서 사망하였다.
794년에 간무 천황은 수도를 오늘날의 교토에 해당하는 헤이안쿄로 옮겼다. 수도를 옮긴 이유는 강의 빈번한 홍수와 역병의 창궐 때문이었다. 또한 황후와 황태자가 병에 걸렸는데 이것이 사와라 친왕의 원령에 의한 것이라고 생각했기 때문이다.
1954년에 발굴이 시작되어 대궐의 문터가 모습을 드러냈다.